# Worlds Apart
Worlds Apart var ett multikulturellt pojkband med bas i Storbritannien. Bandet var aktivt 1992-2000 och återuppstod sedan för en kortare tid under 2007-2008. Deras största hit var en coverversion av Jean-Jacques Goldmans Je te donne.